# Dipartimento del Musone (1798)
Il dipartimento del Musone fu un dipartimento della Repubblica Romana, esistito dal 1798 al 1799. Prendeva il nome dal fiume Musone e aveva per capoluogo Macerata.

## Territorio
Il dipartimento del Musone insisteva sulle Marche centrali, in coincidenza della futura provincia di Macerata. Includeva il fabrianese e l'osimano, ma non si estendeva al vissano, al camerte e alla fascia a sud del Chienti, compresi invece nel dipartimento del Tronto. Confinava a nord con il dipartimento del Metauro, a ovest con il dipartimento del Trasimeno, a sud con il dipartimento del Tronto e a est con il mar Adriatico.

## Storia
Il dipartimento del Musone si dissolse con il ritorno del governo pontificio nel 1799. Nel 1808, con l'avvento del Regno d'Italia napoleonico, l'articolazione amministrativa fu ricostituita con il medesimo nome ma entro confini parzialmente diversi.

## Suddivisione amministrativa
L'ultimo riparto amministrativo del Musone, definito il 26 fiorile anno VI, prevedeva la suddivisione del dipartimento in 3 distretti e 16 cantoni.
| Dipartimento | Capoluogo | Distretto | Cantoni                                                                     |
| ------------ | --------- | --------- | --------------------------------------------------------------------------- |
| Musone       | Macerata  | Macerata  | Cingoli, Civitanova, Macerata, Montecchio, Montemilone, Montolmo, Tolentino |
| Musone       | Macerata  | Matelica  | Apiro, Fabriano, Matelica, San Severino                                     |
| Musone       | Macerata  | Osimo     | Filottrano, Loreto, Montesanto, Osimo, Recanati                             |